# エリアナ・パヴロワ
- Elena Pavlova
- エリアナ・パヴロワ
- エリアナ・パブロバ
- エリアナ・パブロワ
- エリアナ・パヴロヴァ
- エレーナ・パヴロワ

エリアナ・パヴロワ（ロシア語: Еле́на Па́влова）ことエレーナ・ニコラエヴナ・トゥマンスカヤ・パヴロワ（露: Еле́на Никола́евна Ту́манская-Па́влова, Elena Nikolaevna Tumanskaya Pavlova、1897年3月22日 - 1941年5月3日）は、ロシア出身の日本のバレリーナである。1937年（昭和12年）に帰化、日本名は霧島 エリ子（きりしま えりこ）。横浜、のちに鎌倉でバレエを教え、日本にバレエを根づかせた最初の人物として知られ「日本バレエの母」と呼ばれる。

## 生涯
コーカサス地方のチフリス（現在のジョージア・トビリシ）生まれ。生年には1899年説もある。通説では、白系ロシア人貴族の血筋とされるが、鈴木晶は、旅芸人の家族に生まれたのではないかと記述している。
母のナタリア、妹のナデジダとともにロシア革命から逃れ、ヘルシンキ、ハルビン、上海を経て、1919年（大正8年）7月に日本に入国すると神戸で公演を行い、その秋10月には浅草で「六ヵ国連合歌舞音楽団公演」に出演して「瀕死の白鳥」などを上演する。1921年（大正10年）、小山内薫が所長を務める東京市本郷区（現在の文京区本郷）の「松竹キネマ研究所」が製作したサイレント映画『君よ知らずや』の主演に抜擢され、同年、澤静子らは後援会「露西亜（ロシア）舞踊劇協会」をまとめ、やがてエリアナ・パブロバ・バレエ団の創設準備へと進む。
一家は1923年（大正12年）9月に発生した関東大震災に遭遇し、妹ナデジダは足を負傷してダンサーとしての活動ができなくなった。ナデジダの治療を兼ねて一家は神戸に避難し、翌年上海へと渡った。エリアナは上海からアメリカかヨーロッパに行こうと考えていたというが、日本から迎えに来た支援者たちの熱意にほだされ、1925年（大正14年）に一家で日本に戻った。鎌倉にスタジオを借り、帰国した服部智恵子が加わると翌年には日比谷野外音楽堂で野外舞踊大会と題してリサイタルを催すなど、エリアナ・パブロバ・バレエ団の原形が整う。

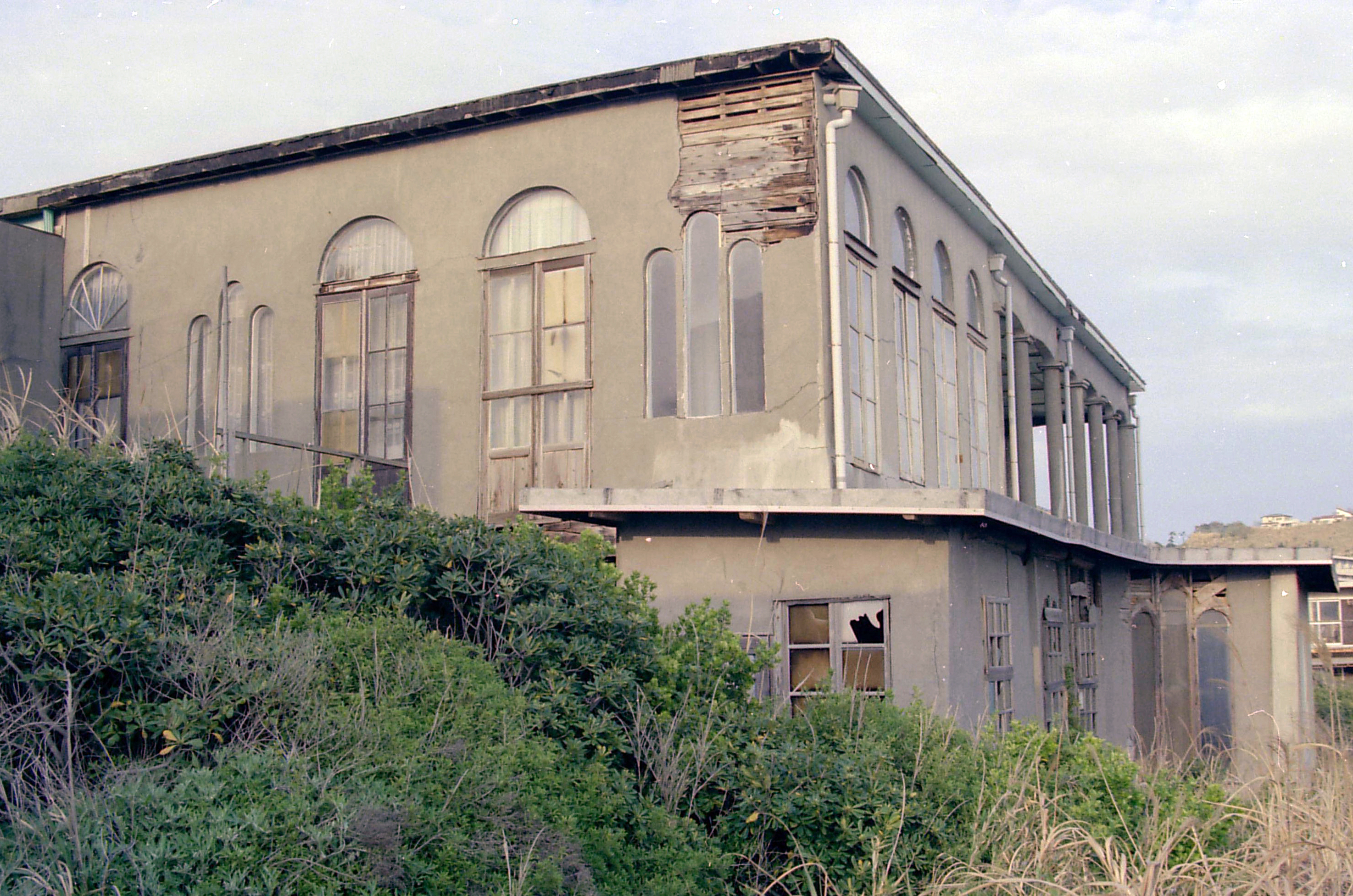
旧エリアナ・パヴロワ邸（鎌倉、1979年3月16日撮影）

1927年（昭和2年）、神奈川県鎌倉郡腰越津村七里ヶ浜（現在の鎌倉市七里ガ浜）に日本初のバレエの稽古場を建て、東勇作（1930年入門）、橘秋子（1930年–1932年）、貝谷八百子、近藤玲子、大滝愛子、島田廣、服部智恵子らを育てた。バレエ教室で教えるかたわら、バレエ団としての発表会も毎年秋に蚕糸会館の舞台にかけ、1932年発足の新舞踊家連盟（主宰・石井漠）に高田せい子や河上鈴子、山田五郎、執行正俊や福井茂、藤蔭静枝、花柳珠実らと参加。1933年から1934年にかけて国技館（当時）（合同舞踊公演）に河上や高田らと、日本青年館（秋の舞踊祭）に田沢千代子、梅園龍子、河上、崔承喜、山田らと出演している。また貝谷八百子の入門を認めたのも1934年である。
1933年（昭和8年）に一家は日本への帰化を申請し、1937年（昭和12年）6月30日付で許可が下りると、蚕糸会館で「エリアナ・パヴロバ帰化記念謝恩大舞踊会」を開いて披露した。日本名は「霧島 エリ子」(きりしま えりこ）といい、母ナタリアは「桜子」（らんこ）、妹ナデジダは「撫子」（なでしこ）と改名している。翌年には日比谷公会堂で催された「愛国銃後会公演」に「ブローヌの森」ほかで出演し（1938年7月）、同じ舞台で「アラビアン・ナイト」に出した貝谷八百子を、その年の秋に17歳でデビュー公演させている（歌舞伎座、1938年11月）。
このころにはバレエ教室を開いておよそ10年が経ち、初期の門下生がそれぞれのバレエ団を開いていき、軍人会館の「皇紀2600年奉祝パヴロババレースクール春の舞踊発表」（1940年）を開いた折には、橘秋子らを客演に招いた。パヴロバは同年秋、恒例の発表会で「白鳥の湖」を1幕に縮めて舞った。島田廣はこの年に入団し、デビュー公演は「白鳥の湖」の王子役であった。
約2ヶ月に渡る慰問公演の強行スケジュールの中、1941年（昭和16年）5月3日、慰問先の南京で病に倒れ、中央陸軍病院に収容されるが、死去した。その死は軍属の戦病死として扱われ、鎌倉市は市葬をもってエリアナを送った。バレエ界の衝撃は大きく、6月初旬に大日本舞踊連盟主催で「エリアナ・パヴロバ舞踊葬」（蚕糸会館）が執り行われ、中旬にはパヴロバ舞踊研究所が「故エリアナ・パヴロバ女史追悼舞踊会」を催し、緒方玲子（近藤玲子）や東勇作、藤田繁などの客演を服部智恵子や貝谷ほかが迎えている。1943年にも追悼公演が催され、13回忌にのぞむ1953年11月には、日比谷公会堂で「エリアナ・パヴロバ十三回忌追悼公演」が開かれた。
稽古場はエリアナの死後も母ナタリア（1872年－1956年）と妹ナデジダ（1905年－1982年） により続けられた。ナデジダは1977年（昭和52年）10月24日放送の新日本紀行「湘南・電車通り 〜鎌倉・藤沢〜」に出演しており、その中で姉について語っている。そのナデジダが亡くなると旧パブロワ邸の稽古場は閉じられ、長らく「鎌倉パブロワ記念館」として公開された。1996年（平成8年）に閉館ののち個人の邸宅となっている。
元門下生や有志は顕彰碑を建てるために募金活動を行い、国道134号沿いに用地の貸与を受けて庭園を設けると、1986年12月に「日本バレエ発祥の地」という記念碑を建立、鎌倉市に寄贈した。
一家の墓所は、横浜山手外人墓地の12地区にある。母と姉を葬るため、生前、この墓所を求めたナデジダであったが、墓碑の完成を見ることなく1982年（昭和57年）12月に死去している。
エリアナ・パヴロワの舞台衣装や写真などの遺品は、鎌倉芸術館で2003年のパブロワ展、2010年12月には同館の主催公演「レニングラード国立バレエ」に際して臨時に見せた。鎌倉市は顕彰碑とともに鎌倉パブロワ記念館の所蔵分を受贈し、吉屋信子記念館（受託）、2013年に活動を再開したエリェナ・パァヴロヴァ顕彰会の保管に委ねられ、新国立劇場舞台美術センター資料館（千葉県）への移管は2014年に検討されたが2015年時点で実現はしていない。鎌倉市は2019年、パヴロワ来日100周年の機会に市内で写真ほかを展示した。

## メディア
- BS朝日『草刈民代 日本バレエの母を求めて　～エリアナ・パヴロバの波乱の生涯と謎～』2014年12月30日放送[40]

### 関連図書
- 白浜研一郎『七里ケ浜パヴロバ館 : 日本に亡命したバレリーナ』、文園社、1986年。ISBN 4893360302。
- 大野芳『瀕死の白鳥 - 亡命者エリアナ・パブロバの生涯』新潮社、1999年。ISBN 4-10390-404-6
- 川島京子『日本バレエの母　エリアナ・パヴロバ』早稲田大学出版部、2012年[41]。ISBN 4-10390-404-6
- 渡辺真弓（舞踊）『日本のバレエ : 三人のパヴロワ』、新国立劇場運営財団情報センター、丸善出版（発売）、2013年。ISBN 9784907223038。